# أورانج (كونيتيكت)
أورانج (بالإنجليزية: Orange, Connecticut)‏ هي بلدة أمريكية تقع في الولايات المتحدة في كونيتيكت. يقدر عدد سكانها بـ 13,956 نسمة ومساحتها 45.1 كم2 و وترتفع عن سطح البحر 65 متر.

## أعلام
- أني ألبيرز
- باتريك بي. أوسوليفان
- غريغ مانجانو
- وليام أثرتون
- تيموثي سايكس